# Jördenstorf
Jördenstorf es un municipio situado en el distrito de Rostock, en el estado federado de Mecklemburgo-Pomerania Occidental (Alemania), a una altitud de 47 metros. Su población a finales de 2016 era de 900 habs. y su densidad poblacional, 32 hab/km².
Se encuentra a poca distancia al noroeste del distrito Llanura Lacustre Mecklemburguesa.